# IPad Air 2
De iPad Air 2 is de zesde generatie iPad van het Amerikaanse bedrijf Apple Inc. Het werd samen met de iPad mini 3 aangekondigd op 16 oktober 2014 tijdens een presentatie, de iPad Air 2 lijkt visueel sterk op zijn voorganger maar het is sneller, dunner en heeft enkele nieuwe functies, waaronder Touch ID.

## Geschiedenis
Deze werd aangekondigd tijdens een presentatie op 16 oktober 2014 en begon verkoop op 22 oktober 2014 samen met de iPad Mini 3.

## Functies

### Software
De iPad Air 2 wordt geleverd met het iOS 9-besturingssysteem, dit volgt het uiterlijk van de voorganger met enkele nieuwe functies.
De iOS 8.1 heeft de nieuwe Apple Pay waarmee gebruikers via dit platform online transacties kunnen verrichten.
iOS 8 bevat ook de functies Airdrop, Airplay, Bedieningspaneel, Delen met gezin, Zoeken met Spotlight, iCloud Drive, Multitasken, Berichtencentrum en QuickType-toetsenbord.
iOS 9.0 komt geleverd met enkele vooraf geïnstalleerde applicaties: Siri, Camera, Foto's, Berichten, FaceTime, Mail, Muziek, Safari, Kaarten, Agenda, iTunes Store, App Store, Notities, Contacten, iBooks, Game Center, Herinneringen, Klok, Video's, Kiosk, Photo Booth en Podcasts.
Apple biedt ook hun eigen GarageBand- en iWork-pakket gratis aan bij activatie.
Verder biedt Apple een gratis dienst, Zoek mijn iPhone aan om je apparaten op te zoeken en Zoek mijn vrienden om vrienden te vinden.

### Ontwerp
De iPad Air 2 lijkt visueel sterk op de originele iPad Air, met als grootste verschil de Touch ID-sensor.
Het is 18% dunner dan zijn voorganger en 32 gram lichter. Verder is het nu ook verkrijgbaar in een gouden kleur, naast spacegrijs en zilver.
Verder heeft hij ook geen geluid uit/scherm-rotatie knop.

### Hardware
De iPad Air 2 bezit vele interne componenten vergelijkbaar met de iPhone 6 en iPhone 6 Plus zoals de M8-bewegingsprocessor maar heeft een verbeterde A8X-chip.
Hij bezit een verbeterde 8,0 MP iSight-camera met 1080p-HD-video-opnamefunctie en 720p-slowmotionvideo-opnamefunctie, videostabilisatie, gezichtsherkenning en HDR. Aan de achterzijde heeft het een 1,2 MP FaceTime HD-camera met 720p-HD-video-opnamefunctie.
Hij heeft ondersteuning voor wifi (802.11a/b/g/n/ac) met twee kanalen (2,4 GHz en 5 GHz) en MIMO. Hij bezit een ingebouwde lithiumpolymeerbatterij van 27,8 wattuur die tot 10 uur internetten (via wifi), video's bekijken of muziek beluisteren geeft.
Net als de vorige generaties heeft hij knoppen voor aan/uit, sluimerstand aan/uit, volume harder/zachter en thuis.
Anders dan zijn voorganger heeft hij geen geluid uit/scherm-rotatie knop.
Aan de bovenzijde zijn er twee microfoons en een 3,5mm-stereoaansluiting voor koptelefoons. Aan de onderzijde is er een ingebouwde stereoluidspreker en een lighting-connector.
De iPad Air 2 komt in drie kleuren, goud, spacegrijs en zilver. Men kan kiezen tussen de opslagcapaciteiten 16, 64 of 128 GB met optioneel mobiel internet.